# ابرهای متحرک (فیلم)
ابرهای متحرک (به انگلیسی: Drifting Clouds) و (به فنلاندی: Kauas pilvet karkaavat) فیلمی محصول سال ۱۹۹۶ و به کارگردانی آکی کائوریسماکی است. در این فیلم بازیگرانی همچون کاتی اوتینن، کاری وانانن، الینا سالو، ساکاری کوسمانن و مارکو پلتولا ایفای نقش کرده‌اند.